# Gunn (rivière)
Pour les articles homonymes, voir Gunn.
La rivière Gunn  (en anglais : Gunn River) est une rivière de la région de la West Coast de l’Île du Sud de la  Nouvelle-Zélande.

## Géographie
Elle prend sa source dans la chaîne de Price Range dans le Parc national de Westland Tai Poutini, et s’écoule  vers l’est pour se déverser dans la rivière Whataroa, qui ensuite se jette dans la Mer de Tasman.